# Campeonato Mundial de Taekwondo de 1991
O Campeonato Mundial de Taekwondo de 1991 foi a 10ª edição do evento, organizado pela Federação Mundial de Taekwondo (WTF) entre 28 de outubro a 3 de novembro de 1991. A competição foi realizada no Estádio da Paz e da Amizade, em Atenas, Grécia. 

## Resultados
Os resultados foram os seguintes. 
Masculino
| Evento        | Ouro                          | Prata                            | Bronze                          |
| Até 50 kg     | Dinamarca · Gergely Salim     | Taipé Chinesa · Chang Jung-san   | Irão Sirous Rezaei              |
| Até 50 kg     | Dinamarca · Gergely Salim     | Taipé Chinesa · Chang Jung-san   | Coreia do Sul Kang Cheol-woo    |
| Até 54 kg     | Coreia do Sul Kim Cheol-ho    | Dinamarca · József Salim         | Espanha · Gabriel Esparza       |
| Até 54 kg     | Coreia do Sul Kim Cheol-ho    | Dinamarca · József Salim         | Países Baixos · Django Tapilatu |
| Até 58 kg     | Espanha · Ángel Alonso        | Canadá · Sayed Najem             | Coreia do Sul Seon Sang-joon    |
| Até 58 kg     | Espanha · Ángel Alonso        | Canadá · Sayed Najem             | Turquia · Ekrem Boyalı          |
| Até 64 kg     | Coreia do Sul Jang Hyuk       | Países Baixos · Stephen Tapilatu | Brasil · Jorge Gonçalves        |
| Até 64 kg     | Coreia do Sul Jang Hyuk       | Países Baixos · Stephen Tapilatu | Egito · Tamer Hussein           |
| Até 70 kg     | Coreia do Sul Yang Dae-seung  | Filipinas · Ramelito Abratique   | Austrália · John Collison       |
| Até 70 kg     | Coreia do Sul Yang Dae-seung  | Filipinas · Ramelito Abratique   | Taipé Chinesa · Hiang Ming-jen  |
| Até 76 kg     | Coreia do Sul Park Yong-woon  | Estados Unidos · James Villasana | Japão · Hisashi Kondo           |
| Até 76 kg     | Coreia do Sul Park Yong-woon  | Estados Unidos · James Villasana | México · Hugo García            |
| Até 83 kg     | Coreia do Sul Yoon Soon-cheul | Egito · Yehia Alam               | Estados Unidos · Herbert Perez  |
| Até 83 kg     | Coreia do Sul Yoon Soon-cheul | Egito · Yehia Alam               | Turquia · Metin Şahin           |
| Mais de 83 kg | Dinamarca · Tonny Sørensen    | Alemanha · Oliver Schawe         | Espanha · Miguel Jordán         |
| Mais de 83 kg | Dinamarca · Tonny Sørensen    | Alemanha · Oliver Schawe         | Egito · Amr Khairy              |

Feminino
| Evento        | Ouro                           | Prata                             | Bronze                              |
| Até 43 kg     | Espanha · Elisabet Delgado     | Turquia · Gülnur Yerlisu          | Taipé Chinesa · Wu Shan-chen        |
| Até 43 kg     | Espanha · Elisabet Delgado     | Turquia · Gülnur Yerlisu          | Coreia do Sul Kim Jin-seong         |
| Até 47 kg     | Turquia · Arzu Tan             | Países Baixos · Anita van der Pas | Argentina · Mariela Valenzuela      |
| Até 47 kg     | Turquia · Arzu Tan             | Países Baixos · Anita van der Pas | Taipé Chinesa · Tang Hui-wen        |
| Até 51 kg     | Coreia do Sul Park Dong-seon   | Turquia · Döndü Şahin             | Reino Unido · Kathy Walker          |
| Até 51 kg     | Coreia do Sul Park Dong-seon   | Turquia · Döndü Şahin             | Espanha · Rosario Solís             |
| Até 55 kg     | Taipé Chinesa · Tung Ya-ling   | Turquia · Ayşegül Ergin           | Espanha · Josefina López            |
| Até 55 kg     | Taipé Chinesa · Tung Ya-ling   | Turquia · Ayşegül Ergin           | Egito · Azza Adel                   |
| Até 60 kg     | Coreia do Sul Jeong Eun-ok     | Taipé Chinesa · Chen Yi-an        | Países Baixos · Minouschka Thielman |
| Até 60 kg     | Coreia do Sul Jeong Eun-ok     | Taipé Chinesa · Chen Yi-an        | México · Dolores Knoll              |
| Até 65 kg     | Estados Unidos · Arlene Limas  | Espanha · Coral Bistuer           | Coreia do Sul Cho Hyang-mi          |
| Até 65 kg     | Estados Unidos · Arlene Limas  | Espanha · Coral Bistuer           | Grécia · Morfou Drosidou            |
| Até 70 kg     | Coreia do Sul Yang In-deok     | Estados Unidos · Chavela Aaron    | México · Mónica del Real            |
| Até 70 kg     | Coreia do Sul Yang In-deok     | Estados Unidos · Chavela Aaron    | Grécia · Theano Ketesidou           |
| Mais de 70 kg | Estados Unidos · Lynnette Love | Canadá · Yvonne Franssen          | Suécia · Anna Widehov               |
| Mais de 70 kg | Estados Unidos · Lynnette Love | Canadá · Yvonne Franssen          | Grécia · Bettina Hipf               |

## Quadro de medalhas
O quadro de medalhas foi publicado. 
| Ordem | País           | Medalha de ouro | Medalha de prata | Medalha de bronze | Total |
| ----- | -------------- | --------------- | ---------------- | ----------------- | ----- |
| 1     | Coreia do Sul  | 8               | 0                | 4                 | 12    |
| 2     | Estados Unidos | 2               | 2                | 1                 | 5     |
| 3     | Espanha        | 2               | 1                | 4                 | 7     |
| 4     | Dinamarca      | 2               | 1                | 0                 | 3     |
| 5     | Turquia        | 1               | 3                | 2                 | 6     |
| 6     | Taipé Chinesa  | 1               | 2                | 3                 | 6     |
| 7     | Países Baixos  | 0               | 2                | 2                 | 4     |
| 8     | Canadá         | 0               | 2                | 0                 | 2     |
| 9     | Egito          | 0               | 1                | 3                 | 4     |
| 10    | Alemanha       | 0               | 1                | 1                 | 2     |
| 11    | Filipinas      | 0               | 1                | 0                 | 1     |
| 12    | México         | 0               | 0                | 3                 | 3     |
| 13    | Grécia         | 0               | 0                | 2                 | 2     |
| 14    | Argentina      | 0               | 0                | 1                 | 1     |
| 14    | Austrália      | 0               | 0                | 1                 | 1     |
| 14    | Brasil         | 0               | 0                | 1                 | 1     |
| 14    | Reino Unido    | 0               | 0                | 1                 | 1     |
| 14    | Irão           | 0               | 0                | 1                 | 1     |
| 14    | Japão          | 0               | 0                | 1                 | 1     |
| 14    | Suécia         | 0               | 0                | 1                 | 1     |
| Total | Total          | 16              | 16               | 32                | 64    |